# نیر داویدویچ
نیر داویدویچ (به انگلیسی: Nir Davidovich) دروازه‌بان اهل اسرائیل است که از سال ۱۹۹۸ تا ۲۰۱۰ میلادی عضو تیم ملی فوتبال اسرائیل بوده و در ۵۱ بازی ملی حضور داشته است.